# Oruza mira
Oruza mira är en fjärilsart som beskrevs av Butler 1879. Oruza mira ingår i släktet Oruza och familjen nattflyn. Inga underarter finns listade i Catalogue of Life.